# Becares
Becares es un despoblado español perteneciente al municipio de Alija del Infantado, en la comarca de Tierra de La Bañeza, al suroeste de la provincia de León, comunidad autónoma de Castilla y León. Se halla despoblado desde mediados del siglo XVIII.
Perteneció a la antigua Jurisdicción de Alija de los Melones (provincia de Zamora).

## Contexto geográfico
Está situado entre los ríos Eria y Órbigo. Se encuentra a 2,2 km de Genestacio de la Vega, a 3 km de La Nora del Río, a 3,4 km de Alija del Infantado y a 4,4 km de San Esteban de Nogales.
En las inmediaciones se encuentran la cueva la Loba y la encina de Becares. 

## Monumentos
Permanecen a la vista una fuente con bóveda, restos de lo que fue el cementerio, ruinas de la casa señorial y otros edificios.

## Iglesia de San Román
Su torre data de finales del siglo XVII. Está iglesia perteneció a la parroquia de Genestacio de la Vega. Las bodas y bautizos no se oficiaban en este edificio, teniendo que desplazarse a la iglesia de Santa Marina de Genestacio para ello. 